# Brachyhypopomus jureiae
Espèce
Brachyhypopomus jureiae est une espèce de poissons de la famille des Hypopomidae.

## Distribution
Cette espèce est endémique du bassin du rio Una do Prelado dans l'État de São Paulo au Brésil.

## Description
C'est un Poisson électrique.

## Publication originale
- Triques & Khamis, 2003 : Brachyhypopomus jureiae, a new species of freshwater Neotropical electric fish (Teleostei: Gymnotiformes:Hypopomidae) from a coastal stream of southeastern Brazil. Lundiana, vol. 4, n. 1, p. 61-64 (texte intégral).